# EADS Harfang
EADS Harfang / Eagle I SIDM (Système Intérimaire de Drone, MALE – Moyenne Altitude Longue Endurance)  – francuski bezzałogowy aparat latający (UAV – ang. Unmanned Aerial Vehicle), będący daleko idącą modyfikacją izraelskiego bezzałogowego samolotu rozpoznawczego IAI Heron.

## Historia
Eagle jest zmodyfikowanym przez firmę EADS izraelskim bezzałogowym aparatem latającym IAI Heron. Powstał w odpowiedzi na zapotrzebowanie francuskiego lotnictwa wojskowego i holenderskich sił zbrojnych na bezzałogowy aparat rozpoznawczy, latający na średnich wysokościach i o długim czasie działania. Program budowy samolotu otrzymał nazwę EUROMALE (European Medium Altitude Long Endurance).

## Konstrukcja
Eagle jest kompozytowym samolotem dwubelkowym z kadłubem umieszczonym centralnie, na końcu którego znajduje się silnik napędzający śmigło pchające. Aparat startuje i ląduje na sposób samolotowy, posiada trójgoleniowe podwozie. Start i lądowanie Eagle może wykonywać w pełni autonomicznie. W skład wyposażenia rozpoznawczego wchodzi kamera telewizyjna i termowizyjna, dalmierz laserowy i radar z syntetyczną aperturą, umożliwiający wykrywanie ruchomych celów naziemnych. SIDM posiada również system łączności satelitarnej i łącze danych umożliwiające przekazywanie obrazu w czasie rzeczywistym do naziemnego stanowiska kontroli lotu. Eagle jest zdolny do wymiany informacji i danych z innym aparatem, dzięki czemu mogą one operować praktycznie w nieograniczonym czasie nad ziemią.

## Służba
W styczniu 2009 roku Eagle został przyjęty na uzbrojenie francuskich sił powietrznych. Już 3 lutego tego samego roku trzy aparaty wraz ze stacją kontroli naziemnej trafiły do bazy Bagram w Afganistanie, wspierając swoją obecnością francuski komponent sił ISAF. Pierwszą bojową misję Eagle odbył 17 lutego 2009 roku.